# Bastardiopsis eggersii
Bastardiopsis eggersii là một loài thực vật có hoa trong họ Cẩm quỳ. Loài này được (Baker f.) Fuertes & Fryxell mô tả khoa học đầu tiên năm 1996.